# Phidippus venus
Phidippus venus är en spindelart som beskrevs av Edwards 2004. Phidippus venus ingår i släktet Phidippus och familjen hoppspindlar. Inga underarter finns listade i Catalogue of Life.